# Île Marina
L'île Marina (en anglais : Marina Island) est une des îles Discovery, en Colombie-Britannique, au Canada. 